# I²S
I2S, conosciuto anche come Inter-IC Sound, Integrated Interchip Sound, o IIS, è un'interfaccia bus seriale standard usata per connettere assieme dispositivi audio digitali. Viene usata per trasmettere dati audio PCM tra circuiti integrati solitamente (ma non sempre) all'interno di uno stesso dispositivo elettronico.  Il bus I2S separa il clock dagli altri dati seriali, ottenendo un valore di jitter più basso dei tipici sistemi di comunicazione che recuperano il clock dal flusso dati.  Malgrado il nome simile, questo bus non ha nulla a che vedere con bus digitale bidirezionale I²C.

## Storia
Questo standard fu introdotto nel 1986 alla Philips (ora NXP) ed ha subìto l'ultima revisione nel 1996.

## Dettagli

Timing Diagram dell'I^{2}S

Il protocollo I2S delinea un tipo specifico di comunicazione audio PCM digitale con parametri definiti nelle specifiche Philips.
Il clock di bit commuta per ogni elemento discreto di dati sulle linee dati. La frequenza del clock di bit è il prodotto della frequenza di campionamento per numero di bit per canale per il numero di canali. Perciò, per esempio, un CD Audio con frequenza di campionamento di 44.1 kHz, con 16 bit di precisione e due canali (stereo) avrà una frequenza di clock di bit di:
44.1 kHz × 16 × 2 = 1.4112 MHz
Il clock di selezione parola (word select clock) permette al dispositivo di sapere se in un dato momento viene trasmesso il canale 1 o il canale 2, dato che I2S permette di trasmettere due canali indipendenti sulla stessa linea dati. Per il materiale stereo, le specifiche I2S dichiarano che il canale audio sinistro viene trasmesso durante il ciclo basso del clock di parola mentre conseguentemente il canale destro viene trasmesso durante il ciclo alto. Il clock di selezione parola è un segnale con duty cycle al 50% e ha la stessa frequenza della frequenza di campionamento.
I dati sono codificati in complemento a due, e quindi l'MSB (il bit più significativo) è nella prima posizione di ogni cifra.
Il bus consiste in almeno tre linee:
1. Linea clock
2. Linea selezione parola (word select, WS), oppure clock sinistra destra (left right clock, LRCLK)
3. Una linea dati multiplexata

Potrebbe includere anche le seguenti linee:
1. Master clock (tipicamente 256 linee di tipo LRCLK)
2. Una linea dati multiplexata per il feedback

Nell'attrezzatura audio l'I2S viene alle volte usato come collegamento esterno tra la meccanica di lettura del CD/DVD/SACD e un dispositivo DAC separato, ma più spesso è presente con la stessa funzionalità di connessione all'interno di uno stesso lettore. Nel primo caso può essere usato come alternativa ai più comuni bus AES/EBU, TOSLINK o S/PDIF. Per questo tipo di connessioni non esiste ancora un cavo standard di connessione. Alcuni produttori forniscono semplicemente tre connettori BNC, uno zoccolo RJ-45 o un connettore DE-9. Altri come Audio Alchemy (ora fallita) usano i connettori DIN.